# Cajuzinho-do-cerrado
O cajuzinho-do-cerrado, caju-do-cerrado, cajuí ou cajueiro-do-campo (Anacardium humile) é uma planta arbustiva hermafrodita, da família das anacardiáceas. É uma planta nativa do Brasil com ocorrência mais comum no cerrado. Está presente em Estados como Tocantins, Piauí, Goiás, Distrito Federal, Mato Grosso, Mato Grosso do Sul, Minas Gerais, São Paulo e Paraná. De natureza arbustiva, é uma espécie melífera, que floresce de setembro a outubro, frutificando em novembro, apesar de apesentar baixa capacidade de produção de frutos e sementes.Pode atingir cerca de 80 cm. Caracteriza-se por vários ramos eretos com base num xilopódio (caule subterrâneo) desenvolvido. Tem folhas ovado-lanceoladas. As flores podem ser brancas, róseas ou amarelas, com estrias roxas na base. O fruto verdadeiro é uma noz de cor cinzenta e com forma de rim. Tem, contudo, um pseudofruto (tal como o caju), vermelho e claviforme, com polpa branca e suculenta. Tanto o fruto como o pseudofruto são comestíveis, embora o fruto apresente alto teor de acidez. No estado de Goiás, onde é abundante, é mais conhecido por cajuzinho-do-campo e cajuzinho-azedo. É comido puro quando maduro e usado para fazer licores, sucos e doces.